# Geza Rozmus

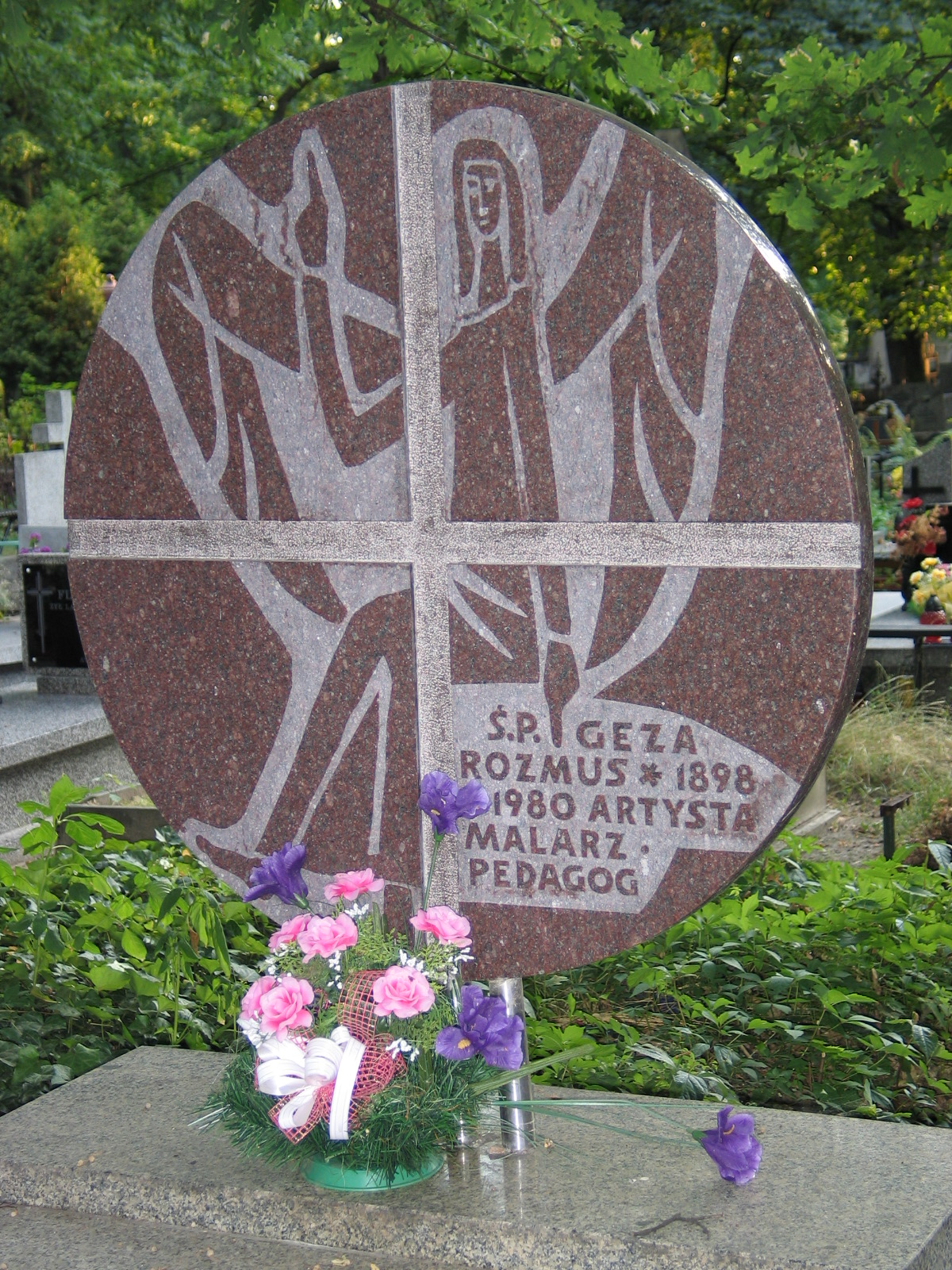
Grób Gezy Rozmusa na Starym Cmentarzu w Łodzi

Geza Rozmus (ur. 22 grudnia 1898 w Budapeszcie, zm. 1980 w Łodzi) – polski malarz.

## Życiorys
Urodził się w rodzinie Michała Rozmusa i Angeli z Konstantynowiczów. Po ukończeniu gimnazjum realnego we Lwowie rozpoczął studia na tamtejszej politechnice, ale przerwał je, aby 15 lipca 1915 zgłosić się do Legionów Polskich. Przebieg służby i zaszeregowanie nie są znane, ale wiadomo że po kryzysie przysięgowym został internowany, a następnie wcielony do armii austriackiej i skierowany na front włoski. Po 1918 powrócił na politechnikę i ukończył studia. Naukę kontynuował w warszawskiej Szkole Sztuk Pięknych. Uzyskał dyplom upoważniający do nauczania rysunku w szkołach średnich i gimnazjalnych, dodatkowo złożył egzamin pedagogiczny na Uniwersytecie Jagiellońskim. Powrócił do Stanisławowa, gdzie został wykładowcą w Państwowej Szkole Przemysłu Drzewnego. W 1933 był inicjatorem powstania Związku Artystów-Plastyków i Miłośników Sztuki "Orion", współzałożycielami byli Emilian Doubrawa, Karol Kossak, Władysław Łuczyński, Wojciech Przedwojewski i inni. Związek dwa razy w roku organizował wystawy, które miały ożywić życie kulturalne w Stanisławowie. 
W 1939 został odznaczony Srebrnym Wawrzynem Akademickim.
Po 1945 Geza Rozmus znalazł się w Krakowie, nauczał w szkołach plastycznych i udzielał prywatnych lekcji. Od 1957 mieszkał w Łodzi.
Pochowany został w części prawosławnej Starego Cmentarza przy ulicy Ogrodowej w Łodzi.